# 蔡邦藩
蔡邦藩（1579年—？年），字于藩，號寒井，福建省泉州府晉江縣人，明末官员。

## 生平
癸卯福建鄉試五名舉人，萬曆三十八年庚戌科會試二百三名，第三甲第二百十九名進士。户部观政，授官浙江麗水縣知縣，卒

## 家族
曾祖蔡胤芑；祖蔡甫明；父蔡日新；母何氏；繼母吳氏。慈侍下，妻鄭氏，兄邦陽；邦朔；邦基；鍾有（同榜舉人），弟邦滋；邦壬；邦樑（庠生）；邦韑。子彥驥；彥駒；彥騄。